# Enköpings arbetarekommun
Enköpings arbetarekommun bildades vid ett möte den 27 mars 1901 efter initiativ av fyra fackföreningar - Jern- och Metallarbetareförbundets afdelning, Skrädderiarbetarefackföreningen, Gjutareförbundets afdelning och Enköpings afdelning av Svenska Typografförbundet. På mötet beslöts att namnet skulle vara Enköpings arbetarekommun. Efter en god stunds överläggning beslöts att redan den 1:sta nästinstundande april ansluta sig till Sveriges Socialdemokratiska arbetareparti. 

## Arbetarekommunens geografiska område
Fram till kommunreformen som genomfördes den 1 januari 1971 var arbetarekommunens geografiska område Enköpings stad.
När Enköpings kommun bildades förändrades upptagningsområdet så att de befintliga arbetarekommunerna i Fjärdhundra, Lagunda, Husby-Sjutolft, Litslena, Grillby, Södra Trögd, Tillinge, Södra Åsunda och Norra Åsunda blev socialdemokratiska föreningar inom Enköpings arbetarekommun som därmed omfattade hela den nya kommunen. Under tiden från 1901 till 2016 har inte mindre än 30 arbetarekommuner varit verksamma under längre eller kortare tider inom nuvarande Enköpings kommun. Således nästan en arbetarekommun i varje av de ingående 36 socknarna 

## Politiskt inflytande
När arbetarekommunen bildades 1901 fanns inte den allmänna rösträtten och det var därför utsiktslöst att med en partivalsedel kunna få representation i stadsfullmäktige. Genom att alliera sig med nykterhetsvänner och andra folkrörelsegrupperingar kunde dock den förste socialdemokraten Anders Wilhelm Hugosson ta plats efter valet 1905. I valet 1912 fick en egen partivalsedel stöd av 34 procent av väljarna men eftersom rösträtten berodde på inkomst och förmögenhet enligt 40-gradiga skalan räckte det till bara 21 procent av avgivna röster. I det första valet efter allmänna rösträttens införande fick arbetarekommunen 10 av 26 mandat i fullmäktige. I valet 1926 blev det jämnt lopp med 13 socialdemokrater mot 13 för de borgerliga partierna och då blev socialdemokraten svarvaren Richard Borgström stadsfullmäktiges ordförande. Det dröjde till valet 1938 innan partiet fick majoritet i stadsfullmäktige och först 1941 utnyttjade arbetarekommunen denna till att välja sliparen Edvin Thun till drätselkammarens ordförande. Därefter behöll socialdemokraterna majoriteten fram till kommunsammanläggningen 1971. Thun efterträddes 1962 av elektrikern Bengt Björkman som ordförande i drätselkammaren, han blev den förste med titeln kommunalråd. Kommunsammanläggningen  med inlemmande av de fem landsbygdskommunerna innebar att det blev borgerlig majoritet i kommunfullmäktige. Under mandatperioden 1995-98 kunde dock Socialdemokraterna tillsammans med Vänsterpartiet och Miljöpartiet bilda majoritet med Rolf Jönsson om kommunstyrelsens ordförande. 
Mandatperioden 2015-2018 bildade Socialdemokraterna majoritet med det lokala partiet Nystart Enköping och Helena Proos blev kommunalråd och kommunstyrelsens ordförande. 
I Uppsala läns landsting fick arbetarekommunen sin första representant 1919 då svarvaren Richard Borgström blev invald. Elektrikern Bengt Björkman blev landstingsman 1955 och han satt kvar till 1988. Björkman var landstingsfullmäktiges ordförande 1972-73 och 1977-1985 och han var ordförande i landstingsstyrelsen 1986-88. Jägmästaren Mats O Karlsson från Enköping var landstingsledamot 1989-2006, landstingsråd under samma period och landstingsstyrelsens ordförande 1995-2006.  
I Sveriges riksdag har Enköpings arbetarekommun haft tre ledamöter sedan 1901.  Edvin Thun i första kammaren 1951-62, Mats O Karlsson 1985-88, ersättare för statsrådet Birgitta Dahl, och Mats Berglind 1996-2010, de första två mandatperioderna ersättare för statsrådet Thomas Östros.

## Arbetarekommunens rikskändisar
Enköpings arbetarekommun under sedan 1901 bland sina medlemmar haft fyra personer som spelat en roll som gett dem ryktbarhet på nationell nivå. De är i kronologisk ordning. "Socialistprästen" Henrik Fredrik Spak som 1908 anslöt sig till arbetarekommunen som den första statskyrkliga prästen som tog ställning för arbetarna och socialdemokratin. 
Karl August Karlsson (1889-1974) var en pionjär i början av 1900-talet inom Enköpings arbetarrörelse då han var med och bildade SSU, Typografernas fackförening, Fackliga Centralorganisationen, ABF. Rikskänd blev han som resande ombudsman inom NOV - Nykterhetsorden Verdandi. Karlsson var grundare till Arbetarrörelsens arkiv i Enköping 1943. 
Leif "Blomman" Blomberg (1941-1998) började efter fullgjord verkstadsskola 1957 i stansverkstaden på Bahco Verktyg AB i Enköping. Han engagerade sig fackligt i verkstadsklubben i början av 1960-talet och blev dess ordförande 1965. Två år senare valdes han till ordförande i Metalls avdelning 53 som under de åren hade 1900 medlemmar i Enköping. Blomberg blev ombudsman i Metall på nationell nivå 1973 och han blev Metalls ordförande 1981 då han även blev en aktör och känd person i samhällsdebatten. Blomberg blev statsråd i Ingvar Carlssons regering 1994 med ansvar för arbetsrätt, invandrar- och flyktingfrågor. I Göran Perssons regering 1996 blev Blomberg biträdande inrikesminister med ansvar för integration, folkrörelse-, idrotts-, ungdoms- och konsumentfrågor.  
Anna Lindh (1957-2003) växte upp i Grillby där hennes föräldrar Staffan som konstnär hade sin ateljé och Nancy var lärare i Grillbyskolan. Anna Lindh blev medlem i SSU Trögd 1970 och dess ordförande 1971. Under hennes gymnasietid i Enköping bytte SSU-klubben namn till SSU Eos, fortfarande med henne som ordförande. Anna Lindh invaldes i kommunfullmäktige i Enköping 1976. I arbetarekommunens jubileumsskrift 1901 beskriver Anna Lindh med egna ord sin politiska start i Grillby och Enköping. Efter mordet på Anna Lindh 2003 beslutade Enköpings kommun att iordningställa Anna Lindhs park i Grillby. 